# Libye aux Jeux paralympiques
La Libye participe aux Jeux paralympiques depuis les Jeux d'été de 1996 à Atlanta. Le pays a pris part à tous les Jeux d'été depuis cette date, mais n'a jamais pris part aux Jeux d'hiver. Les Libyens ont pris part aux épreuves de force athlétique (à chaque occasion), de judo (en 2000), de volleyball (en 2000), de tennis de table (en 2008), et d'athlétisme (lancer de massue en 2012). Ils ont remporté à ce jour une médaille de bronze.

## Médaillés libyens
| Jeux        | Nom              | Sport            | Épreuve            | Résultat |
| ----------- | ---------------- | ---------------- | ------------------ | -------- |
| 2000 Sydney | Abdelrahim Hamed | Force athlétique | + de 100 kg hommes | 235 kg   |